# Suabia
Suabia (en alemán: Schwaben, pronunciación: /ˈʃvaːbn̩/ⓘ o Schwabenland, pronunciación: /ˈʃvaːbn̩ˌlant/ⓘ) es una región histórica, cultural y lingüística en el suroeste de Alemania, repartida actualmente entre Baden-Wurtemberg y Baviera. Suabia es también una región administrativa del Estado libre de Baviera, cuya capital es Augsburgo.
El nombre deriva en último término del medieval ducado de Suabia, uno de los ducados raíz alemanes, representando el territorio de Alemannia, cuyos habitantes se llamaban indistintamente Alemanni o Suebi.
Este territorio incluiría toda la zona del alemánico, pero el concepto moderno de Suabia es más restringido, debido a la caída del ducado de Suabia en el siglo XIII. Suabia, tal como se entiende en la moderna etnografía, coincide aproximadamente con el Círculo suabo del Sacro Imperio Romano Germánico como era a principios de la Edad Moderna.
Los suabos (Schwaben, singular Schwabe) son los nativos de Suabia y hablantes del idioma suabo. Su número se estimaba en 800.000 personas por SIL Ethnologue en el año 2006, en comparación con una población total de 7,5 millones en las regiones de Tubinga, Stuttgart y Suabia bávara.

El escudo de Baden-Wurtemberg incluye los tres leones pasantes de las armas del ducado de Suabia, en origen el blasón de los Hohenstaufen. También usado en Suabia (y para Wurtemberg-Baden durante 1945-1952), son los tres cuernos del escudo de Wurtemberg.

## Geografía
Como muchas regiones culturales de Europa, las fronteras de Suabia no están claramente definidas. Sin embargo, hoy se considera normalmente que comprende el antiguo Círculo de Suabia o, equivalentemente, el antiguo estado de Wurtemberg (con la provincia prusiana de Hohenzollern), o los modernos distritos de Tubinga (excluyendo las antiguas regiones de Baden del distrito de Bodensee), Stuttgart y la región administrativa de la Suabia bávara.
En la Edad Media, el término Suabia indicaba un área mayor, que cubría todas las tierras asociadas con el ducado raíz franco de Alamannia, el cual se extendía desde la cordillera de los Vosgos, en el oeste, hasta el amplio río Lech en el este. Esto incluía también la región de Alsacia y el posterior margraviato de Baden a ambos lados del valle del Rin Superior, así como la moderna Suiza germano-parlante, el estado austriaco de Vorarlberg y el principado de Liechtenstein en el sur.[cita requerida]

## Historia

Ducado de Suabia (en color naranja) alrededor del año 1000, incluyendo el sur de Alsacia, la parte meridional de Baden-Wurtemberg, Suabia bávara, Vorarlberg en Austria, Liechtenstein, Suiza oriental y pequeñas partes del norte de Italia. (En verde, la Alta Borgoña).

### Antigüedad
Como todo el sur de Alemania, Suabia formó parte de la cultura de La Tène, y como tal, de sustrato céltico. En la época romana, pertenecía a la provincia de Recia. En el siglo III, fue viendo gradualmente el asentamiento de los suevos germanos del Elba y otros componentes que vinieron a formar los alamanes. El nombre de la región deriva de la tribu de los suevos, que se fundieron con los alamanes. Los alamanes estaban gobernados por reyes independientes durante los siglos IV y V.
Hacia finales del siglo V, la zona en la que se asentaron los alamanes se extendía hasta Alsacia y la meseta suiza, limitando con los bavarii al este, los francos al norte, los restos de la Galia romana al oeste y los lombardos y los godos, unidos en el reino de Odoacro, al sur.

### Ducado de Suabia
En la Edad Media, Suabia se convirtió en ducado bajo el Imperio franco en 496, después de la batalla de Tolbiac. Suabia fue uno de los ducados raíces de Francia Oriental, más tarde Sacro Imperio Romano Germánico, tal como se desarrolló en los siglos IX y X. 
Gracias a la fundación de las importantes abadías de San Galo y Reichenau, Suabia se convirtió en un importante centro de cultura literaria en alto alemán antiguo durante este período.
La dinastía Hohenstaufen (la familia de Federico Barbarroja), que gobernó el Sacro Imperio Romano Germánico en los siglos XII y XIII, salió de la rica Suabia, pero después de la ejecución de Conradino, el último Hohenstaufen, el 29 de octubre de 1268, el ducado no fue adjudicado de nuevo durante el Gran Interregnum. En los años siguientes, el ducado original se dividió gradualmente en muchas unidades menores.
Rodolfo I de Habsburgo, elegido emperador en 1273, intentó restaurar el ducado, pero se encontró con la oposición de la alta nobleza que pretendía limitar el poder del emperador. En lugar de eso, confiscó los antiguos estados de los Hohenstaufen como propiedad imperial del Sacro Imperio Romano Germánico, y declaró que la mayor parte de las ciudades que anteriormente pertenecían a los Hohenstaufen serían "ciudades imperiales libres", y las más poderosas abadías dentro del antiguo ducado pasaron a ser "Abadías imperiales".
Las regiones rurales se fusionaron en el Reichslandvogtei de Suabia, que fue entregado como prenda imperial al duque Leopoldo III de Austria en 1379 y de nuevo al archiduque Segismundo de Austria en 1473/1486. Asumió el título de "Príncipe de Suabia" e integró el Landvogtei de Suabia en el reino de Austria Anterior.

### Período medieval tardío
La familia de Carlomagno se sabe que procedía de Suabia. Las principales dinastías que surgieron en la región fueron los Habsburgo y los Hohenzollern, quienes alcanzaron su prominencia en el norte de Alemania. También proceden de Suabia las dinastías locales de los duques de Wurtemberg y los margraves de Baden. Los güelfos gobernarían Baviera y Hanóver, y son ancestros de la Familia real británica que ha gobernado desde 1714. Dinastías feudales menores desaparecieron con el tiempo, pero, por ejemplo, las ramas de los Montfort y los Hohenems vivieron hasta tiempos modernos, y aún quedan Fürstenberg. La región fue una de las más divididas del imperio, conteniendo, además de estos principados, numerosas ciudades imperiales libres, territorios eclesiásticos y feudos de condes y caballeros menores.

### Edad Moderna

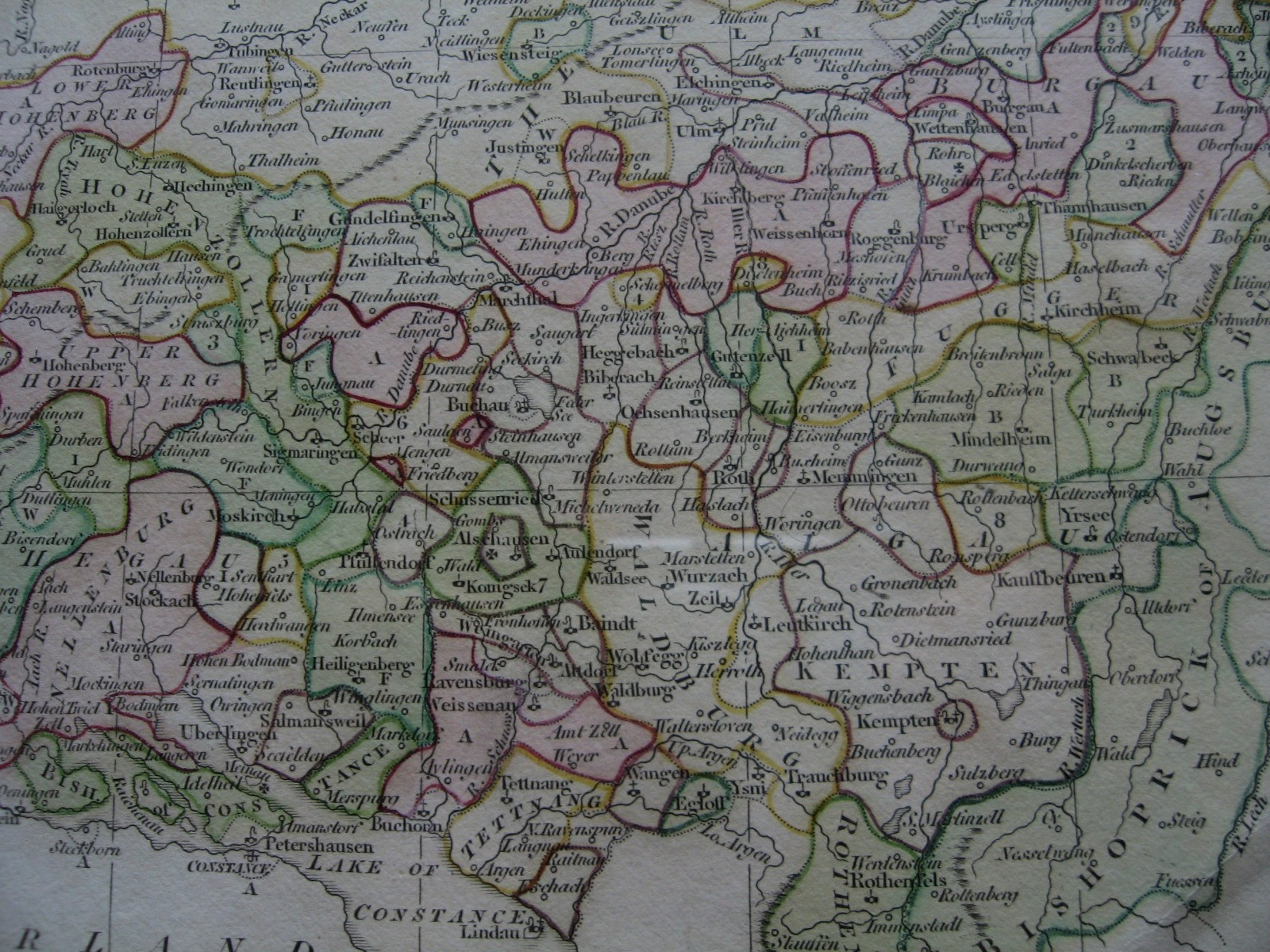
Abadías imperiales y ciudades libres de Suabia a finales del.

El territorio de Suabia tal como se entiende hoy emergió a principios de la Edad Moderna. Corresponde con el Círculo suabo establecido en 1512. La Antigua Confederación Suiza fue de facto independiente de Suabia a partir de 1499 como resultado de la guerra de Suabia, mientras que el margraviato de Baden había sido separado de Suabia desde el siglo X.
Temiendo el poder de los grandes príncipes, las ciudades y gobernantes seculares menores de Suabia se unieron para formar la Liga de Suabia en el siglo XV. La Liga tuvo bastante éxito, destacadamente a la hora de expulsar al duque de Wurtemberg en 1519 y poner en su lugar a un gobernador Habsburgo, pero la Liga se disolvió unos pocos años después por diferencias religiosas inspiradas por la Reforma, y pronto se restauró al duque de Wurtemberg.
La región quedó dividida por la Reforma. Mientras que los príncipes seculares, como el duque de Wurtemberg y el margrave de Baden-Durlach, así como la mayor parte de las Ciudades libres, se hicieron protestantes, los territorios eclesiásticos (incluyendo los obispados de Augsburgo, Constanza y las numerosas abadías imperiales) siguieron siendo católicas, lo mismo que los territorios pertenecientes a los Habsburgo (Austria Anterior), la rama Sigmaringen de la Casa de Hohenzollern y el margrave de Baden-Baden.
La desaparición del ducado fue establecida por la Paz de Westfalia (1648).

### SigloXIXy posterior
Con la reorganización del imperio de 1803 por el Reichsdeputationshauptschluss, la forma de Suabia cambió enteramente. Todos los estados eclesiásticos fueron secularizados, y la mayor parte de los estados seculares menores, y casi todas las ciudades libres, fueron "mediatizadas", dejando solo Wurtemberg, Baden y Hohenzollern como estados soberanos. Gran parte de la Suabia oriental pasó a formar parte de Baviera, formando lo que es hoy la región administrativa "Suabia" en Baviera.
La película de propaganda nazi El judío Süß se ambientaba en el reino de Wurtemberg, con los suabos aterrorizados por los judíos.
Alemania exploró un territorio de la Antártida al que llamó Nueva Suabia.

## Suabia dentro de Alemania

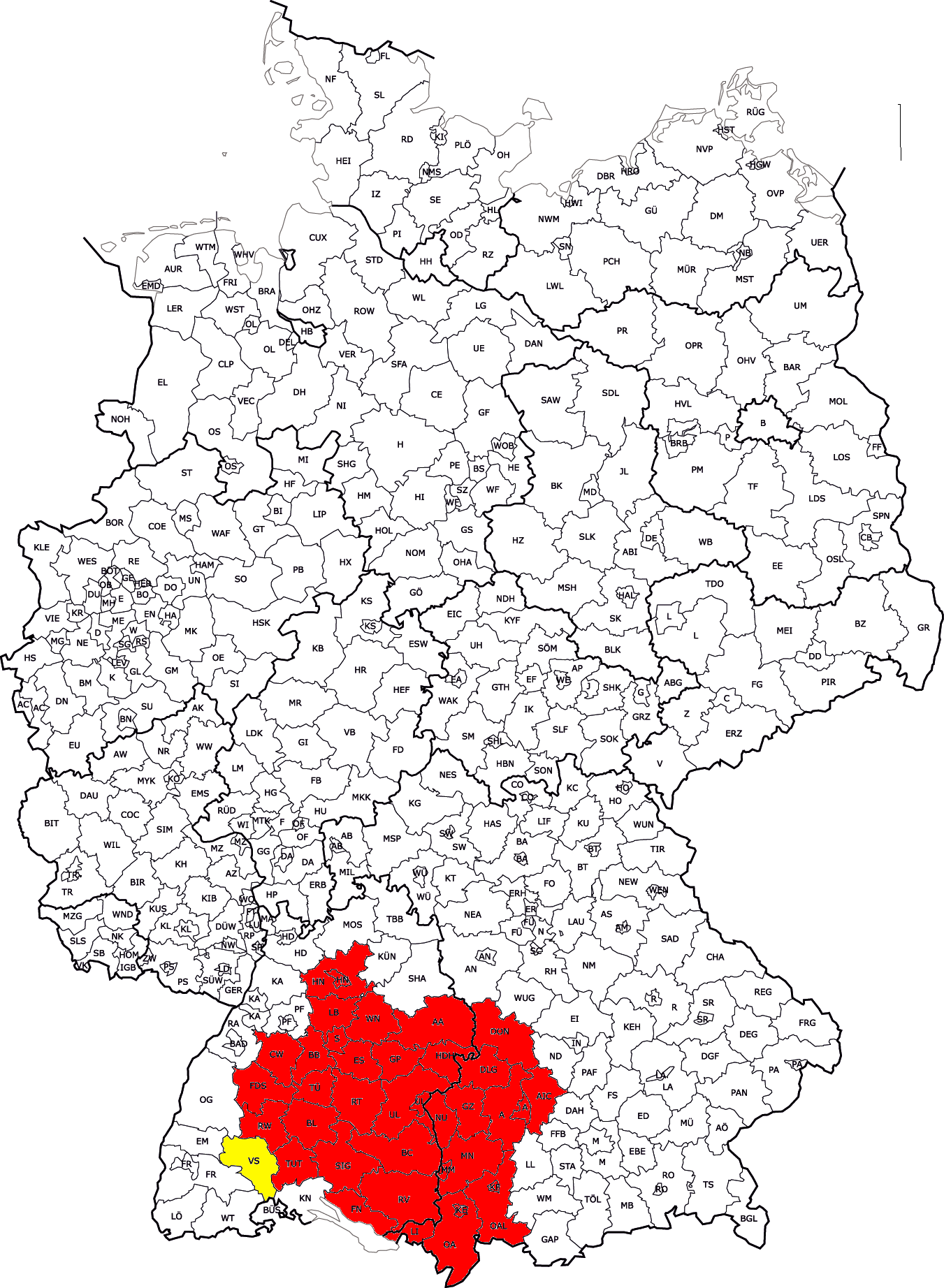
Suabia de hoy dentro de la Alemania actual.

En el mapa a la derecha, la zona sombreada en rojo se corresponde con los distritos de Tubinga, Stuttgart y Suabia bávara, con la exclusión del distrito de Meno-Tauber (Stuttgart) y la inclusión de Calw y Freudenstadt (Selva Negra septentrional), Rottweil y Tuttlingen (Friburgo). Se muestra en amarillo el distrito de Selva Negra-Baar, situado en la zona de transición entre los dialectos suabo, renano superior y del Lago de Constanza dentro del alemánico. La Suabia histórica incluía también Baden, Alsacia, la Suiza de habla alemana y Vorarlberg.
La Suabia marcada en este mapa tenía una población total de unos 8 millones (en 2012), o aproximadamente el 10% de la población alemana en total.
Como muchas regiones culturales de Europa, las fronteras de Suabia no están claramente definidas. Sin embargo, hoy se cree que comprende el anterior Círculo suabo, o de forma equivalente el anterior estado de Wurtemberg (con la provincia de Hohenzollern prusiana), o los modernos distritos de Tubinga, Stuttgart y la región administrativa de la Suabia bávara.
En la Edad Media, el término Suabia indicaba un área mayor, abarcando todas los territorios asociados con el ducado raíz franco de Alamannia, que se extendía desde la cordillera de los Vosgos en el oeste hasta el amplio río Lech en el este.